# Shivakrater
De Shivakrater is een verdieping in de bodem van de Indische Oceaan, ten westen van Mumbai. De paleontoloog Sankar Chatterjee noemde de krater naar Shiva, de Hindoegod van vernietiging en vernieuwing.
De structuur is langwerpig en meet 600 kilometer bij 400 km. De ouderdom wordt geschat als gelijk met de Deccan Traps, omdat in de Deccan Traps een laag met veel Iridium voorkomt, wat wijst op een meteoriet. Deze moet gezien de omvang van de krater een diameter van 40 kilometer gehad hebben. Mogelijk heeft de inslag invloed gehad op de vorming van de Deccan Traps en de Krijt-Paleogeen-massaextinctie.